# Maximilian-von-Montgelas-Gymnasium
Das Maximilian-von-Montgelas-Gymnasium (kurz: MMG) in Vilsbiburg ist ein staatliches naturwissenschaftlich-technologisches (NTG) und sprachliches Gymnasium (SG) in Niederbayern. Es ist das einzige Gymnasium im südlichen Landkreis Landshut und beschult vor allem Schüler aus dem Alt-Landkreis Vilsbiburg und dem nördlichen Landkreis Mühldorf.

## Geschichte
Das Gymnasium wurde – wie viele andere in Niederbayern – im Zuge einer Bildungsexpansion Anfang der 1970er-Jahre erbaut. Der Unterrichtsbeginn in Vilsbiburg war am 7. September 1971. Damals war die Schule noch in den Gebäuden der Landwirtschaftlichen Berufsschule Vilsbiburg untergebracht. Das eigene Schulgebäude wurde erst am 17. September 1974 bezogen.
Ab 1988 war das Gymnasium Versuchsschule für das neue Unterrichtsfach Informationstechnische Grundbildung (ITG) und wurde dazu für 60.000 DM (30.678 EUR) mit einem Computerraum ausgestattet. Von 1990 bis 1993 erfolgten dann erste bauliche Veränderungen: Es wurde ein Pavillon mit zwei Musiksälen und Sternwarte auf dem Dach errichtet, außerdem wurden Lehrerzimmer und Verwaltungsräume umgebaut. Seit dem 1. August 1996 trägt die Schule ihren heutigen Namen nach dem bayerischen Minister und Staatsreformer Maximilian von Montgelas, beigesetzt 1838 auf Schloss Aham bei Vilsbiburg. Eine weitere Baumaßnahme wurde in den Jahren 1997 und 1998 vorgenommen, als die Schulbibliothek (und zugleich Kreis- und Stadtbibliothek) ein neues, modernes Gebäude mit über 700 Quadratmetern Publikumsfläche auf der Nordseite des Gymnasiums bekam. Die alten Räumlichkeiten mit etwa 300 Quadratmetern Grundfläche waren für den damaligen Bibliotheksbestand von rund 32.000 Bänden deutlich zu klein geworden. Außerdem wurde 2024 die Stadtbibliothek von innen neu renoviert. Alle Möbel wurden durch „modernere“ ersetzt und es wurden zwei neue Abgabestationen gebaut.
Die letzte große bauliche Veränderung brachte 2006 der Bau der neuen Mensa einschließlich eines Theater- und Musikraumes und eines Raumes für die Schülermitverwaltung. Die Gesamtkosten betrugen 1,75 Millionen Euro. 2017 steht der Beginn größerer Sanierungsmaßnahmen an. Für den Neubau einer Turnhalle wurden Finanzmittel in Höhe von 450.000 Euro im Haushalt 2016 des Landkreises Landshut eingestellt. Anfang Februar 2017 beschloss der Bauausschuss des Landkreises, diese als Sporthalle mit Mehrzweckcharakter anstatt als reine Doppelturnhalle zu planen. Eine gemeinsame Nutzung für den Sportunterricht und weitere schulische Veranstaltungen durch das Gymnasium und die Realschule sowie die Abhaltung kultureller Veranstaltungen soll damit ermöglicht werden. Der Spatenstich für die Generalsanierung war am 30. Juni 2017. Im Zuge der Rückkehr zum neunjährigen Gymnasium (G9) beschloss der Bauausschuss des Kreistages im Juli im Rahmen der Generalsanierung auch die Erweiterung um vier Klassenzimmer, einen weiteren Physiksaal und den Ausbau der beiden Computerräume umzusetzen.

### Schulleiter
- 1971 bis 1994: Johannes Jarosch
- 1994 bis 2015: Josef Kraus[11]
- seit 2015 (ab diesem Zeitpunkt):  Bernhard Steininger

## Ausbildungsrichtungen
| Naturwissenschaftlich-technologische Ausbildungsrichtung |                                                                                                |
| Sprachen                                                 | ab 5. Klasse: 1. Fremdsprache: Englisch ab 6. Klasse: 2. Fremdsprache: Latein oder Französisch |
| Schwerpunkte                                             | ab 8. Klasse: Chemie, Informatik und verstärkt Physik                                          |
| Sprachliche Ausbildungsrichtung                          |                                                                                                |
| Sprachen                                                 | ab 5. Klasse: 1. Fremdsprache: Englisch ab 6. Klasse: 2. Fremdsprache: Latein oder Französisch |
| Schwerpunkte                                             | ab 8. Klasse: Französisch (wenn Latein in JgSt 6 gewählt)                                      |

## Schulleben
Die Schule ist seit dem Schuljahr 2022/23 eine offene Ganztagsschule.

### Schüleraustausch
Schüleraustauschprogramme bestehen zu folgenden Partnerschulen:
- Frankreich: Collège Abel Didelet in Estrées-Saint-Denis
- Ungarn: Gymnasium in Budapest

## Besonderheiten
- Seit 1980 ist es Kontaktschule des Staatsinstituts für Schulqualität und Bildungsforschung (ISB Bayern) für ganz Niederbayern.[4]
- Auf dem Dach eines der Schulgebäude gibt es eine Sternwarte. Die Lage am Stadtrand und die allgemein geringe Lichtverschmutzung in der ländlichen Gegend erlauben gute Beobachtungsergebnisse. Das Hauptinstrument ist ein apochromatischer Refraktor mit 180 mm Öffnungsweite und 1800 mm Brennweite zur Beobachtung des Mondes, anderer Planeten und von Objekten außerhalb unseres Sonnensystems. Außerdem steht ein weiteres Teleskop mit 125 mm Öffnungsweite und 1250 mm Brennweite als Leitfernrohr und zur Sonnenbeobachtung zur Verfügung.[13]
- Direkt an das Gymnasium angebaut ist eine Bibliothek mit ca. 45.000 Bänden auf über 700 Quadratmetern Publikumsfläche. Zusätzlich sind über 90 Arbeitsplätze zum konzentrierten Lesen und Nachschlagen vorhanden. Sie ist keine reine Schulbibliothek, sondern als Kreis- und Stadtbibliothek Vilsbiburg auch der Öffentlichkeit zugänglich. Seit dem Neubau 1997/98 sind die räumlichen Kapazitäten deutlich erweitert.[14][15]
- Im Schulhof steht ein Exemplar der Skulptur „Gemini“ des Bildhauers Georg Brenninger.[16]
- In Folge seiner Tätigkeit als Präsident des Deutschen Lehrerverbandes (DL) sowie als Bildungskritiker war das Gymnasium während der Amtszeit von Josef Kraus als Schulleiter immer wieder im Fokus der Berichterstattung, wenn es um Lehrermangel an bayerischen Schulen[17], die Vor- oder Nachteile des G8[18] oder die Einführung des Flexijahrs an bayerischen Schulen[19] ging.